# Хронув (Малопольське воєводство)
Хронув (пол. Chronów) — село в Польщі, у гміні Новий Вісьнич Бохенського повіту Малопольського воєводства.
Населення — 461 особа (2011).
У 1975-1998 роках село належало до Тарновського воєводства.

## Демографія
Демографічна структура станом на 31 березня 2011 року:
|          | Загалом | Допрацездатний вік | Працездатний вік | Постпрацездатний вік |
| -------- | ------- | ------------------ | ---------------- | -------------------- |
| Чоловіки | 239     | 52                 | 157              | 30                   |
| Жінки    | 222     | 49                 | 128              | 45                   |
| Разом    | 461     | 101                | 285              | 75                   |